# Lergue
La Lergue est une rivière du département français de l'Hérault, dans la région Occitanie et un affluent droit du fleuve Hérault.

## Géographie
De 44,9 km de longueur, la Lergue prend sa source sur le Causse du Larzac, sur le territoire de la commune de Romiguières, à l'ouest des Rives.
Elle passe ensuite à Pégairolles-de-l'Escalette avant de recevoir la Brèze vers Soubès. Puis elle passe à Lodève et ses eaux se mêlent aux eaux de la Soulondre, un petit cours d'eau d'une dizaine de kilomètres. Plus en aval, elle reçoit le Salagou à sa rive droite et la Marguerite à sa rive gauche. 
Enfin, elle conflue en rive droite de l'Hérault entre Pouzols et Canet, entre les deux communes de Saint-André-de-Sangonis et Canet.

### Villes traversées
- Pégairolles-de-l'Escalette, Lodève, Ceyras

### Communes traversées
Dans le seul département de l'Hérault, (34), la Lergue traverse vingt communes :
Fozières, Soumont, Le Bosc, Saint-Félix-de-l'Héras, Pegairolles-de-l'Escalette, Soubes, Poujols, Celles, Clermont-l'Hérault, Lacoste, Ceyras, Brignac, Canet, Saint-André-de-Sangonis, Lodève, Olmet-et-Villecun, Le Puech, Romiguières, Les Rives, Lauroux.

### Bassin versant
La Lergue traverse les cinq zones hydrographiques suivantes Y220, Y221, Y222, Y223, Y224, pour une superficie totale de 428 km2.
Ce bassin versant est constitué à 65,32 % de « forêts et milieux semi-naturels », à 30,49 % de « territoires agricoles », à 2,40 % de « territoires artificialisés », à 1,68 % de « surfaces en eau ».

### Organisme gestionnaire
L'organisme gestionnaire est l'EPTB SMBFH ou Syndicat mixte du bassin du fleuve Hérault, créé en 2009 et sis à Clermont-l'Hérault.

## Affluents
La Lergue a vingt-cinq affluents référencés dont :
- la Brèze de rang de Strahler quatre ;
- le Laurounet de rang de Strahler deux ;
- la Soulondres de rang de Strahler trois ;
- le Salagou (rd[note 1]) de rang de Strahler trois ;
- la Marguerite (rg) de rang de Strahler quatre.

### Rang de Strahler
Donc le rang de Strahler de la Lergue est de cinq.